# Krasnoyaruzhsky (huyện)
Huyện Krasnoyaruzhsky (tiếng Nga: ? райо́н) là một huyện hành chính tự quản (raion), của Tỉnh Belgorod, Nga. Huyện có diện tích 442 km², dân số thời điểm ngày 1 tháng 1 năm 2000 là 15200 người. Trung tâm của huyện đóng ở Krasnaya Yaruga.